# Liste der Stolpersteine in Dörpen
Die Liste der Stolpersteine in Dörpen enthält alle Stolpersteine, die im Rahmen des gleichnamigen Kunst-Projekts von Gunter Demnig in Dörpen verlegt wurden. Mit ihnen soll der Opfer des Nationalsozialismus gedacht werden, die in Dörpen lebten und wirkten. Bei der ersten Verlegung im Oktober 2016 wurde ein Stolperstein verlegt.

## Liste der Stolpersteine
| Bild | Person, Inschrift                                                                                     | Adresse          | Verlegedatum  | Anmerkung |
| --- | --- | ---------------- | ------------- | --- |
| Bild gesucht Die Wikipedia wünscht sich an dieser Stelle ein Bild vom Ort mit diesen Koordinaten 52.966633 7.33414 . Motiv: Stolperstein Falls du dabei helfen möchtest, erklärt die Anleitung , wie das geht. BW | Hier wohnte Johannes Eissing Jg. 1934 klassifiziert als behindert ’abgeholt’ 1943 Schicksal unbekannt | Hauptstraße 56 · | 18. Okt. 2016 | Johannes Eissing wurde am 11. Dezember 1934 geboren. Bekannt ist nur, dass er wegen einer Behinderung eines Tages aus seinem Elternhaus abgeholt wurde. Sein weiteres Schicksal ist unbekannt. Vermutlich wurde er ein Opfer der Kinder-Euthanasie. |

## Verlegungen
- 18. Oktober 2016: ein Stolperstein an einer Adresse[2]